# Chlapík z pekla
Chlapík z pekla je název českého výboru ze sovětských vědeckofantastických povídek a novel, který roku 1986 vydalo nakladatelství Albatros jako 168. svazek své edice Knihy odvahy a dobrodružství. Výbor uspořádala a povídky přeložila Miroslava Genčiová, knihu ilustroval Vladimír Rocman.

## Obsah knihy
Svazek obsahuje tyto povídky a novely:
- Ivan Antonovič Jefremov: Helénské tajemství (1943, Эллинский Секрет), povídka založená na tom, že se dědí nejen schopnosti, ale i vzpomínky předků, které si hrdina povídky vybavuje až z doby starověku.
- Arkadij a Boris Strugačtí: Chlapík z pekla (1974, Парень из преисподней), novela řešící problém, zda je možno zasahovat do vývoje případných méně vyvinutých civilizací.
- Kir Bulyčov: Půl života (1972, Половина жизни), novela, ve které je pozemská žena unesena na palubu létajícího talíře jako jeden ze vzorků života, které roboti sbírají na různých planetách.
- Ilja Varšavskij: Fialka (1966, Фиалка), krátká povídka o době, kdy je svět přelidněn a školní exkurze se chodí dívat do musea, jak vypadá pšenice.
- Ilja Varšavskij: Atol (1965, В атолле), krátká povídka líčící osudy rodiny, která je vysazena na pustý atol.
- Vadim Sergejevič Šefner: Neúnosné tajemství (1970, Kruglaja tajna), vyšlo i pod názvem Kulaté tajemství, povídka o novináři, který získá jako dar z nebes 10 000 rublů a kouli, která jej věrně doprovází a nemůže se jí nijak zbavit.
- Igor Markovič Rossochovatskij: Roztržitý Aljoša Sjomin (1974, Рассеянность Алика Сёмина).
- Anatolij Petrovič Dněprov: Krabi na ostrově (1958, Крабы идут по острову), povídka líčící roboty ve tvaru krabů, kteří dokážou jediné – duplikovat sami sebe a v okamžiku, kdy jim dojdou zásoby kovů, neváhají rozebírat jeden druhého aby mohli sestavovat nové exempláře, přičemž brzy dojde i k mutacím.
- Boris Fjodorovič Lapin: První krok (1973, Первый шаг).
- Gennadij Samojlovič Gor: Kouzelný baret (1970, Волшебный берет).
- Vladimir Ivanovič Ščerbakov: Skotská pohádka (1976, Шотландская легенда).
- Vjačeslav Alexejevič Nazarov: Remus a génius (1964, Рем и Гений).
- Vladimir Vasiljevič Grigorjev: A byl by mohl být (1963, А могла бы и быть…), vyšlo i pod názvem Proč nebyl vynalezen stroj času.
- Olga Nikolajevna Larionovová: Na stejném místě (1967, На этом самом месте).
- Roman Grigorjevič Podolnyj: Povídky o cestách časem (1966, Рассказы о путешествиях во времени), dva krátké příběhy o cestách do budoucnosti.
- Vladlen Jefimovič Bachnov: Pozor na achpyrin (1968, Внимание: АХИ!), povídka o vynálezu, který měří hodnotu kulturního díla podle možného počtu výkřiků ach!, které by vydali diváci, kdyby toto dílo pozorovali.
- Igor Markovič Rossochovatskij: TOR-1 (1963, Тор-1).
- Dmitrij Alexandrovič Bilenkin: Člověk, který byl přítomen (1971, Человек, который присутствовал).
- Anatolij Babenko: Běh (1976, Бег).
- German Maximov: Poslední práh (1965, Последний порог).
- Viktor Dmitrijevič Kolupajev: Novinový stánek (1971, Газетный киоск).
- Valentina Nikolajevna Žuravlevová: Orlík (1961, Орленок не вернется), vyšlo i pod názvem Letíme na Aellu.
- Genrich Saulovič Altov: Ohnivý květ (1960, Огненный Цветок), vyšlo i pod názvem Ohnivý kvítek.